# Magdalena Kožená

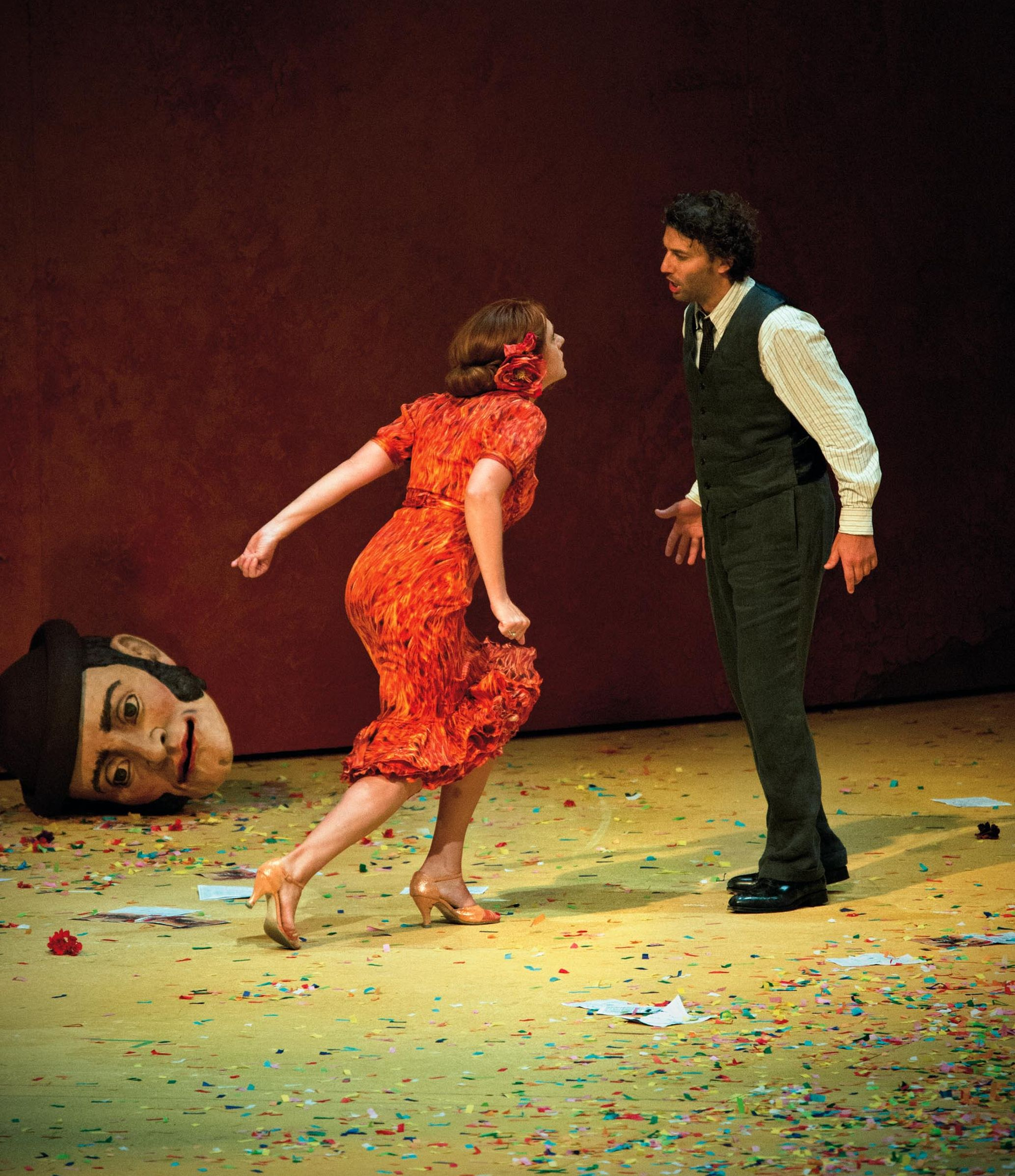
Magdalena Kožená als Carmen, mit Jonas Kaufmann, bei den Salzburger Festspielen 2012

Magdalena Kožená [ˈmaɡdalɛna ˈkoʒɛnaː] (* 26. Mai 1973 in Brünn) ist eine tschechische Opernsängerin (Mezzosopran).

## Leben
Magdalena Kožená, die sich seit frühen Kindertagen gewünscht hat, Pianistin zu werden, begann im Alter von acht Jahren mit dem Klavierspielen. Eine schwere Handverletzung beendete die Pläne einer Laufbahn als Pianistin im Alter von zwölf Jahren. Nach dem Wechsel ins Gesangsfach begann sie 1987 ein Studium als Mezzosopranistin am Brünner Konservatorium, das sie 1991 an der Akademie für Musik und darstellende Künste in Bratislava bei Eva Blahová fortsetzte. Schon 1995, im Jahr ihres Diploms, gewann sie den 6. Internationalen Mozart-Wettbewerb in Salzburg.
2002 heiratete Magdalena Kožená den französischen Bariton Vincent le Texier, den sie 2004 für den Dirigenten Simon Rattle verließ. Der erste gemeinsame Sohn von Kožená und Rattle kam im März 2005 in Salzburg zur Welt, der zweite im Juni 2008 in Aix-en-Provence; ihre Tochter wurde im Juni 2014 in Berlin geboren. Kožená und Rattle heirateten im Oktober 2008 in Koženás Geburtsstadt Brünn, die Familie lebt in Berlin.

### Karriere als Sängerin
Ihr erstes Engagement hatte Kožená im Jahr 1996 am Opernhaus des Janáček-Theaters in Brünn als Dorabella in Mozarts Così fan tutte. Es folgte eine Verpflichtung an die Wiener Volksoper. Nach dem Ende dieses Engagements arbeitete Kožená freischaffend und lebte einige Zeit in Paris. Ihren großen Durchbruch hatte Magdalena Kožená im Jahre 2000, als sie bei den Wiener Festwochen für die erkrankte Anne Sofie von Otter einsprang – als Nero in Monteverdis L’incoronazione di Poppea. Sie gastierte auf bedeutenden Opernbühnen vor allem in Europa wie auch an der Metropolitan Opera in New York (2003, 2006) und trat bei den Salzburger Festspielen auf. Als musikalische Partner, mit denen Kožená zahlreiche öffentliche Auftritte absolviert hat, sind die Pianisten und Liedbegleiter Graham Johnson und Malcolm Martineau zu nennen.
Am 1. Mai 2013 wirkte Magdalena Kožená beim Europakonzert der Berliner Philharmoniker im Spanischen Saal der Prager Burg als Liedsängerin mit. Unter dem Dirigat von Simon Rattle trug sie acht (von zehn) Biblischen Liedern von Antonín Dvořák vor. Das Konzert wurde weltweit im Rundfunk und Fernsehen übertragen.
Unter den Ehrungen, die Magdalena Kožená bisher zuteilwurden, ist die Verleihung des Titels Chevalier de l’Ordre des Arts et des Lettres durch das französische Kulturministerium (2003) hervorzuheben.

## Auszeichnungen
- Echo Klassik (2000, 2002)
- Gramophone Award (2001, 2003, 2004)
- Person of the Year in Culture (2002, 2003)
- Chevalier de l’Ordre des Arts et des Lettres de la République Française (2003)
- Händel-Preis der Stadt Halle, vergeben durch die Stiftung Händel-Haus (2013/14)

## CDs
Exklusiv bei Deutsche Grammophon
- 1998: Jakub Jan Ryba: Pastorale / Tschechische Weihnachtsmesse
- 1999: Christoph Willibald Gluck: Armide
- 1999: Johann Sebastian Bach: „Arias“
- 2000: „Love Songs“
- 2000: Georg Friedrich Händel „Cantatas“
- 2002: „Le belle immagini“
- 2003: Bach Matthäus-Passion – Paul McCreesh
- 2003: Händel: Julius Cäsar – Marc Minkowski
- 2003: „French Arias“ – Marc Minkowski
- 2004: „Songs“
- 2005: „Lamento“ – Reinhard Goebel
- 2005: Christoph Willibald Gluck: Paride ed Elena – Marc Minkowski
- 2006: Wolfgang Amadeus Mozart: La clemenza di Tito
- 2006: Wolfgang Amadeus Mozart: Arias – Simon Rattle
- 2007: „Ah! mio cor“ (Händel-Arien) – Andrea Marcon
- 2009: „Vivaldi“ – Andrea Marcon
- 2010: Des Knaben Wunderhorn, Adagio aus der Sinfonie No. 10 von Gustav Mahler – Cleveland Orchestra, Dirigent: Pierre Boulez
- 2012: „Love and Longing“ – Simon Rattle
- 2014: „Prayer - Voice & Organ“ – Christian Schmitt
- 2016: Monteverdi (Arien und Madrigale) – Andrea Marcon